# Die Muminfamilie – Sturm im Mumintal
Die Muminfamilie – Sturm im Mumintal ist ein deutsches Puppenspiel aus dem Jahr 1960, gespielt von der Augsburger Puppenkiste. Die Serie in sechs Folgen basiert auf dem Kinderbuch Sturm im Mumintal von Tove Jansson und wurde in Schwarz/Weiß gedreht.

## Handlung

### Sturm im Mumintal
Der kleine Mumin wartet sehnsüchtig auf seinen Freund Schnupferich, der immer noch nicht von seiner Reise zurückgekehrt ist. Neben dem neuen Mitglied der Muminfamilie, der kleinen, frechen Mü, sorgt ein zum Ausbrechen neigender Vulkan für Sorgen. In der folgenden Nacht stellt sich ein Sturm ein, der vom Vulkan ausgelöst das Mumintal flutet.
Erstausstrahlung: 18. September 1960.

### Das Theater
Mit dem steigenden Wasser kann sich die Muminfamilie auf das Dach des Muminhauses retten. Im Wasser bemerken die Mumins ein Haus, auf das sie sich retten, um weiteren Gefahren zu entgehen. Zuerst verwundert über die Papierwände und die Kulissen in den hinteren Räumen, finden sie heraus, dass es sich bei dem Haus um ein Theater handelt.
Erstausstrahlung: 25. September 1960.

### Emma
Während der Muminvater, Mumin, Hemul und das Schnüfferl mit dem Snorkmädchen fischen gehen, lernt die Muminmutter die eigentliche Besitzerin des Hauses kennen, die sich bis jetzt noch nicht zu erkennen gab. Emma erklärt der Muminfamilie, dass das „Haus“ kein „Haus“ ist, sondern ein Theater.
Erstausstrahlung: 2. Oktober 1960.

### Der Wald
Mit der Planung des Theaterstücks Rotkäppchen beschäftigt, stranden Emma und die Muminfamilie mit dem Theater auf einer Insel. Mumin und das Snorkmädchen beschließen, einen Spaziergang zu machen, um die Insel zu erkunden. Dabei bemerken sie, dass sie nicht die einzigen auf der Insel sind.
Erstausstrahlung: 9. Oktober 1960.

### Die Generalprobe
Nachdem Mumin und das Snorkmädchen im Wald eine überaus freundlich Filifionka kennen gelernt haben, lernen sie auch den bösen Wächter eines Parks kennen. Dieser tyrannisiert zwölf Waldkinder. Mumin und das Snorkmädchen entschließen sich, die Waldkinder vom Parkwächter zu befreien. Inzwischen besetzt die Muminfamilie die Rollen und plant die Generalprobe, die jedoch nicht wie gewünscht verläuft. Auf der Insel verhilft der zufällig aufgetauchte Schnupferich den Waldkindern zur Flucht. Als der Parkwächter dies bemerkt, nimmt er dafür Mumin, Filifionka und das Snorkmädchen fest.
Erstausstrahlung: 16. Oktober 1960.

### Wieder zu Hause
Der Parkwächter hat beschlossen, ins Theater zu gehen. Darum sucht er jemanden, der die Gefangenen bewacht. Schnupferich scheint ihm hierfür gerade geeignet, was dieser ausnutzt, um die Gefangenen zu befreien. Jedoch will Filifionka bleiben, da sie sich in den Parkwächter verliebt hat. Der Parkwächter zeigt sich ebenfalls verliebt in Filifionka, als er wiederkommt. Auch Bisam und Emma haben sich inzwischen im Theater verliebt und beschließen, zusammen zu bleiben. Schnupferich, der wieder ins Mumintal zurückkehren will, folgt der Muminfamilie wieder in ihre Heimat, wo der Sturm bereits aufgehört hat.
Erstausstrahlung: 23. Oktober 1960.

## Sonstiges
- Nach Die Muminfamilie – Eine drollige Gesellschaft ist dies das zweite und letzte Puppenspiel mit den Mumins.
- Auf den Rundfunktagen 1959 wurden die Mumins gezeigt, mit der Moderation von Hilde Nocker und der Puppe Snorki. Da von der Live-Ausstrahlung nicht viele Aufzeichnungen vorhanden waren, drehte man die Muminfamilie 1960/61 neu.

## Medien
Die Muminfamilie – Sturm im Mumintal ist seit 2004 als DVD im Vertrieb von HR-Lighthouse Home Entertainment als Teil von Sammlereditionen wie Augsburger Puppenkiste als Schatzkiste oder Schatzkiste 1 im Handel erhältlich gewesen.